# Церковь Вознесения Пресвятой Девы Марии (Бюркув-Вельки)
Церковь Вознесения Пресвятой Девы Марии (пол. Kościół Wniebowzięcia Najświętszej Maryi Panny) — католический храм, находящийся в селе Бюркув-Вельки гмины Конюша, Прошовицкий повят, Малопольское воеводство, Польша. Храм входит в состав краковской архиепархии. Церковь внесена в реестр охраняемых памятников Малопольского воеводства. Церковь входит в туристический маршрут «Малопольский путь деревянного зодчества».
До строительства современного храма Вознесения Пресвятой Девы Марии в Бюркуве-Вельком в XIX и XV веках находились две деревянные часовни, которые сгорели во время пожара. Современная деревянная церковь была построена между 1623—1633 годами священником Марцином Бжеским. В 1664 году храм был освящён. В конце XVIII века над главным входом была сооружена башня с двумя куполами в стиле барокко.
Рядом с храмом располагается деревянная звонница, построенная в Внутреннее пространство храма имеет один неф. Внутренний интерьер обустроен в барочном стиле; стены украшены геометрической полихромией. В алтарной части, которая имеет элементы рококо, находится икона 1773 года в серебряном окладе, изображающая Вознесение Пресвятой Девы Марии.
В церкви также находятся два боковых алтаря святого Иосифа и Святейшего Сердца Иисуса.
Важнейшие культурные ценности, находящиеся в церкви:
- Деревянный амвон XVIII века;
- Крестильница XVIII века;
- Две статуи Иисуса Христа, одна из которых в готическом стиле и датируется XV веком и другая — в стиле барокко XVIII века;
- Барочное распятие второй половины XVIII века;
- Монстрация в стиле барокко, датируемая 1780 годом.

11 октября 1977 года церковь была внесена в реестр охраняемых памятников Малопольского воеводства (№ А-445).